# Turtur abyssinicus
Turtur abyssinicus là một loài chim trong họ Columbidae.